# Бржевновський монастир
Бржевновський монастир ( чеськ. Břevnovský klášter ) - перший чоловічий бенедиктинський монастир у Празі, розташований у районі Бржевнов . Заснований 993 року за наказом князя Чехії Болеслава II та єпископа Адальберта (Войтеха) Празького . 1991 року оголошений національною пам'яткою культури Чеської Республіки .

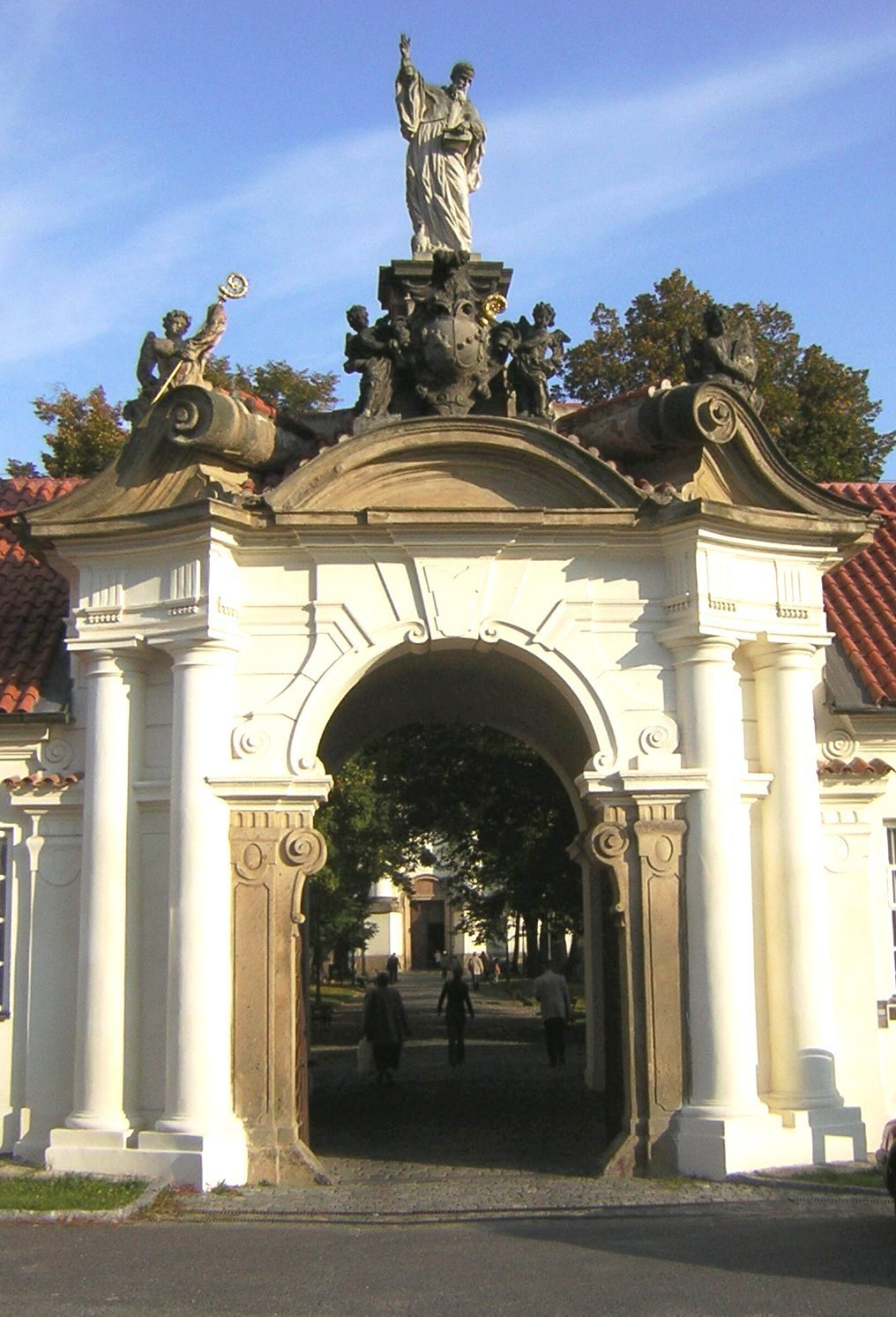
Головна брама монастиря.

## Історія
Існує легенда, що Болеслав II і Войтех зустрілися на містку-колоді через струмок Брусниці, що випливає з джерела. Кожен з них мріяв заснувати на цьому місці монастир. Так місце зустрічі цих людей визначило назву монастиря ( чеськ. břevno - колода).
11 століття дерев'яні будівлі замінила кам'яна романська базиліка св. Маргарити (Маркети). Тоді в Чеській державі конвент відігравав значну роль, як релігійна й культурна установа, яка мала велику бібліотеку. За його посередництва розширювали культи нових святих, серед його послушників було чимало яскравих культурних особистостей, до того ж, не залишалося осторонь значення та рівень його господарської діяльності.
1420 року під час гуситських воєн монастир згорів, а його значення зменшилося. Через брак коштів монастир довго лишався в жалюгідному стані. Лише на початку XVIII століття з ініціативи абата Отмара Зинке  було розпочато грандіозну перебудову в бароковому стилі. Запросили найвідоміших майстрів. Протягом 1708-1736 років тривала реконструкція нового конвенту й базиліки, а також часткова розбудова старих об'єктів у стилі пізнього бароко за участю Байєра, Дінценхоферів, Лураго й деяких інших відомих художників і скульпторів.
1950 року бенедиктинців вигнали з монастиря; повернулися вони лише 1990 року на чолі з абатом Анастазом Опасеком   .
Комплекс Бржевновського монастиря нині є об'єктом культурної спадщини та одним з «кандидатів» у перелік пам'яток ЮНЕСКО .

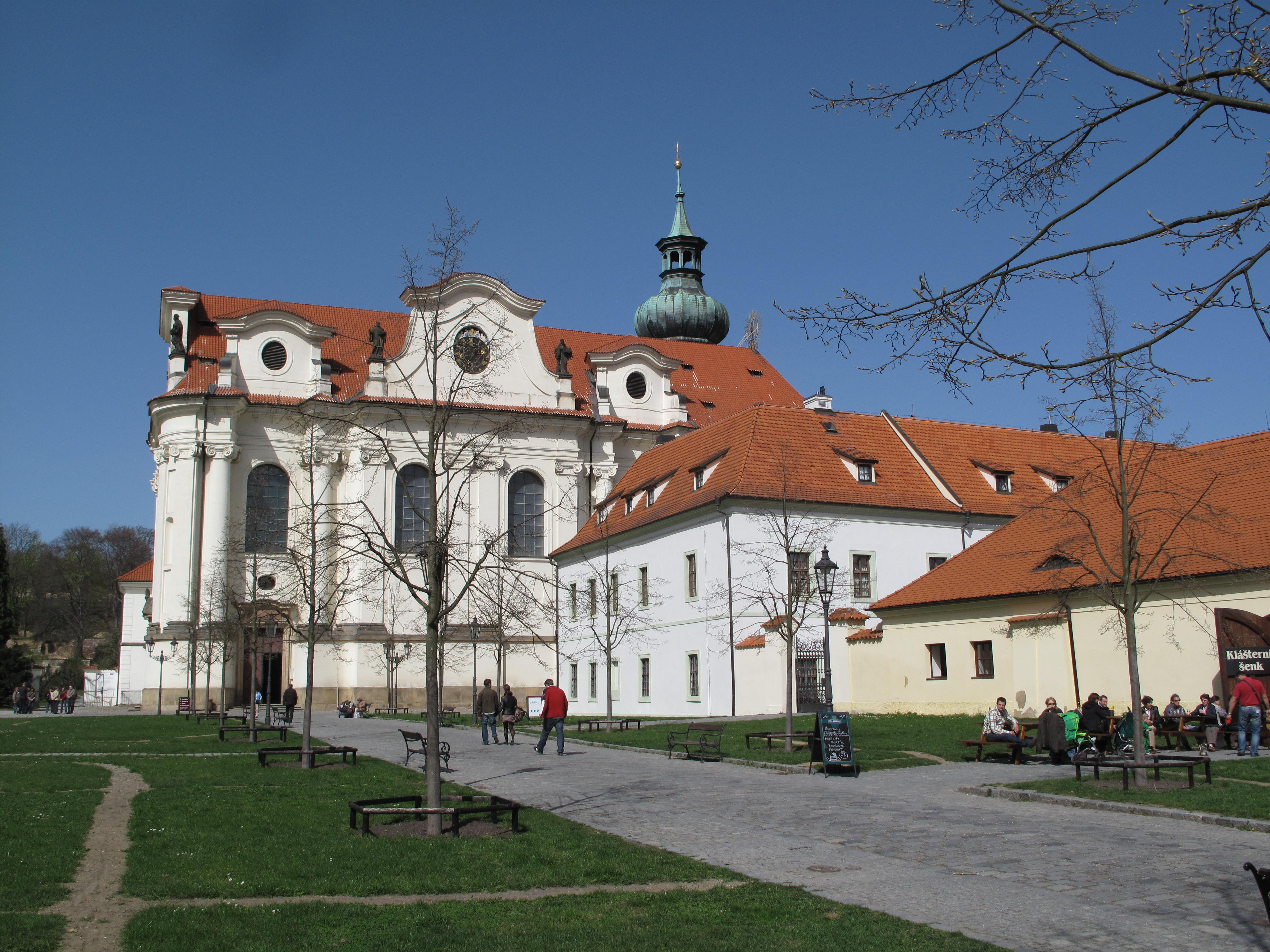
Базиліка Святої Маргарити.

## Опис
До комплексу монастиря входить базиліка Святої Маргарити, твір Кріштофа Дінценхофера . У завершенні будівництва брав участь його син, Кіліан Іґнац Дінценхофер . Базиліка є зразком чистого європейського бароко . Внутрішній план храму утворюють кілька еліпсів, які перетинаються. Це створює динаміку простору. Формується враження руху, постійного розширення простору  .
У південній частині комплексу розташовані двоповерхові будівлі ранньобарочного конвенту з господарськими будівлями, терасний сад з колодязем, який прозвали «Войтешка» і капела св. Йосипа. На північ від костелу  - триповерховий комплекс конвенту з господарськими спорудами й будівля прелатури. Загалом фасади монастирських будівель мають прості рішення, винятком є фасад прелатури, виконаний у стилістиці пізнього бароко, який зазвичай є характерним для палаців. Привертає увагу вхідна брама в ареал монастиря зі скульптурою св. Бенедикта кінця 30-х років XVIII століття .
Якщо казати про інтер'єри: більшість приміщень монастиря має пізньобарочні склепіння, лише та частина, яку звели другої половини 17 століття, має стилістику раннього бароко. У приміщеннях прелатури увагу привертають: Терезіанський зал з розписом початку 18 століття, ризниця, амбит  і літня трапезна.
Бржевновський цвинтар поряд з монастирем засновано 1739 року. ХІХ століття його суттєво розширили. Серед визначних пам'яток цвинтаря: каплиця святого Лазаря, створена 1762 року за проєктом А. Лураго, надгробок Ігнаца Міхала Платцера й скульптура Святого Прокопа, створені Карлом Йозефом Гієрнлом. На цвинтарі поховано співака Карела Крила  .